# Малець (Освенцимський повіт)
Малець (пол. Malec) — село в Польщі, у гміні Кенти Освенцимського повіту Малопольського воєводства.
Населення — 1289 осіб (2011).

## Історія
У 1975-1998 роках село належало до Бельського воєводства, підпорядковувалося районній адміністрації в Освенцимі.

## Демографія
Демографічна структура станом на 31 березня 2011 року:
|          | Загалом | Допрацездатний вік | Працездатний вік | Постпрацездатний вік |
| -------- | ------- | ------------------ | ---------------- | -------------------- |
| Чоловіки | 668     | 137                | 456              | 75                   |
| Жінки    | 621     | 113                | 392              | 116                  |
| Разом    | 1289    | 250                | 848              | 191                  |